# Борден-Шафт (Меріленд)
Борден-Шафт (англ. Borden Shaft) — переписна місцевість (CDP) в США, в окрузі Аллегені штату Меріленд. Населення — 208 осіб (2020).

## Географія
Борден-Шафт розташований за координатами 39°37′19″ пн. ш. 78°56′20″ зх. д. / 39.62194° пн. ш. 78.93889° зх. д. (39.622004, -78.938986).  За даними Бюро перепису населення США в 2010 році переписна місцевість мала площу 2,06 км², з яких 2,04 км² — суходіл та 0,03 км² — водойми.

## Демографія
Згідно з переписом 2010 року, у переписній місцевості мешкало 235 осіб у 87 домогосподарствах у складі 64 родин. Густота населення становила 114 особи/км².  Було 96 помешкань (47/км²).
Расовий склад населення:
| - 98,7 % — білих - 0,4 % — азіатів |

До двох чи більше рас належало 0,9 %. Частка іспаномовних становила 0,9 % від усіх жителів.
За віковим діапазоном населення розподілялося таким чином: 23,8 % — особи молодші 18 років, 57,9 % — особи у віці 18—64 років, 18,3 % — особи у віці 65 років та старші. Медіана віку мешканця становила 41,9 року. На 100 осіб жіночої статі у переписній місцевості припадало 97,5 чоловіків;  на 100 жінок у віці від 18 років та старших — 96,7 чоловіків також старших 18 років.
Середній дохід на одне домашнє господарство  становив 74 503 долари США (медіана — 68 021), а середній дохід на одну сім'ю — 75 228 доларів (медіана — 63 542). За межею бідності перебувало 38,3 % осіб, у тому числі 82,1 % дітей у віці до 18 років та 0,0 % осіб у віці 65 років та старших.
Цивільне працевлаштоване населення становило 190 осіб. Основні галузі зайнятості: освіта, охорона здоров'я та соціальна допомога — 47,9 %, виробництво — 18,9 %, публічна адміністрація — 14,7 %.